# Tillandsia stricta
Tillandsia stricta es una especie de planta epífita dentro del género  Tillandsia, perteneciente a la  familia de las bromeliáceas. Es originaria de Sudamérica.

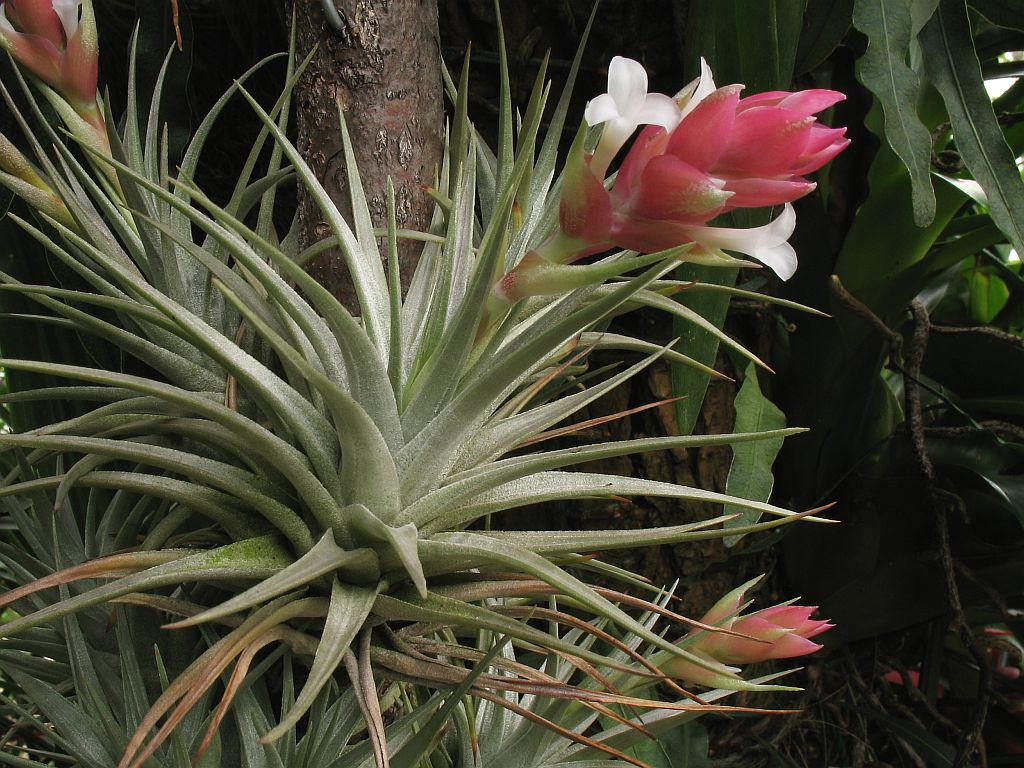
Vista de la planta

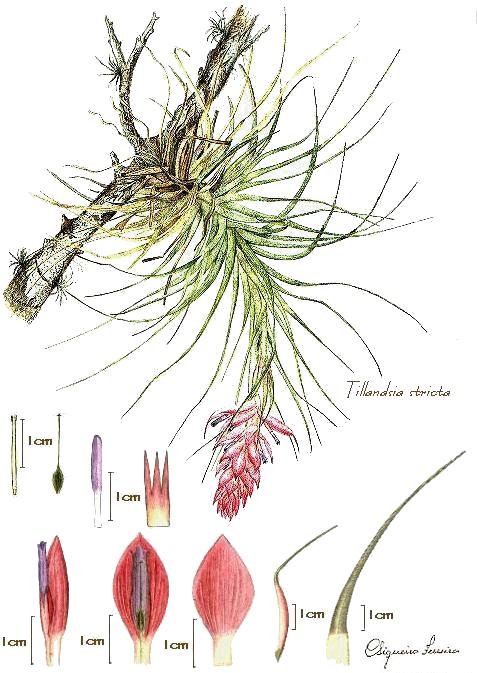
Ilustración

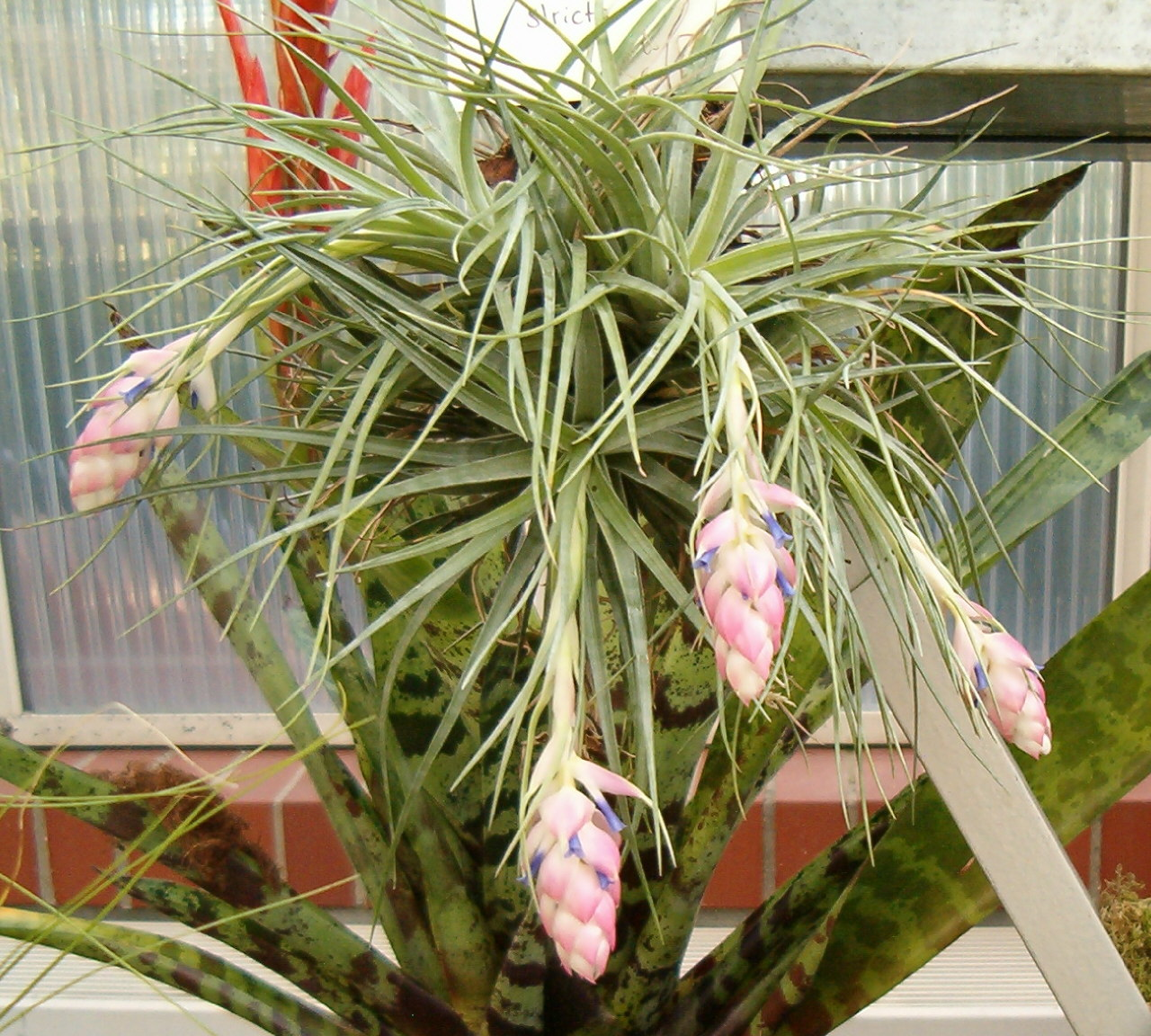
Inflorescencia

## Cultivares
- Tillandsia 'Azure Flame'[4]
- Tillandsia 'Bingo'[4]
- Tillandsia 'Bushfire'[4]
- Tillandsia 'Coconut Ice'[4]
- Tillandsia 'Cooran'[4]
- Tillandsia 'Cooroy'[4]
- Tillandsia 'Cotton Candy'[4]
- Tillandsia 'Feather Duster'[4]
- Tillandsia 'Fire And Ice'[4]
- Tillandsia 'Flaming Cascade'[4]
- Tillandsia 'Flaming Spire'[4]
- Tillandsia 'Gardicta'[4]
- Tillandsia 'Houston'[4]
- Tillandsia 'Imbroglio'[4]
- Tillandsia 'J. R.'[4]
- Tillandsia 'Kayjay'[4]
- Tillandsia 'Lilac Spire'[4]
- Tillandsia 'Millenium'[4]
- Tillandsia 'Mystic Albert'[4]
- Tillandsia 'Ned Kelly'[4]
- Tillandsia 'Perky Pink'[4]
- Tillandsia 'Poor Ixy'[4]
- Tillandsia 'Quicksilver'[4]
- Tillandsia 'Really Red'[4]
- Tillandsia 'Rolly Reilly'[4]
- Tillandsia 'Sexton'[4]
- Tillandsia 'Southern Cross'[4]
- Tillandsia 'Tamaree'[4]
- Tillandsia 'Ty's Prize'[4]
- Tillandsia 'Winner's Circle'[4]

## Taxonomía
Tillandsia stricta fue descrita por Sol. ex Ker Gawl. y publicado en Botanical Magazine 37: t. 1529. 1813.
Etimología
Tillandsia: nombre genérico que fue nombrado por Carlos Linneo en 1738 en honor al médico y botánico finlandés Dr. Elias Tillandz (originalmente Tillander) (1640-1693).
stricta: epíteto latíno que significa  "vertical, erecta"
Sinonimia
- Anoplophytum bicolor Beer
- Anoplophytum krameri (André) E.Morren ex Baker
- Anoplophytum strictum (Sol. ex Ker Gawl.) Beer
- Anoplophytum strictum var. krameri André
- Tillandsia conspersa Miq.
- Tillandsia krameri (André) Baker
- Tillandsia langsdorffii Mez
- Tillandsia pulchella var. rosea (Lindl.) Mez
- Tillandsia rosea Lindl.[7][8]